# Ornithocheirus
 Ornithocheirus  (aus dem Altgriechischen "ornis" und "cheiros" „Vogelhand“) ist eine Gattung der Kurzschwanzflugsaurier. 
Die ersten Fossilien wurden 1827 in der Wealden-Formation in Sussex, England gefunden. Es handelte sich vor allem um Kieferbruchstücke, Gelenkenden und einzelne Wirbel. Vollständige Skelette und Schädel fehlten. 
Aus der gesammelten Menge von über 1000 Knochen wurden, gestützt auf Kiefernfragmente, 36 Arten beschrieben. Das Taxon diente lange Zeit als Sammelgattung für fragmentarische Knochenreste, die mit Sicherheit nur der Familie Ornithocheiridae zugeordnet werden konnten. Darunter waren aber auch Fossilien, die heute anderen Familien zugeordnet werden, wie der Azhdarchidenverwandte Lonchodectes und der nur durch Kieferfragmente bekannte Pteranodontide Ornithostoma. Heute sind noch zwei Arten gültig, O. mesembrinus und O. simus. 

## Merkmale

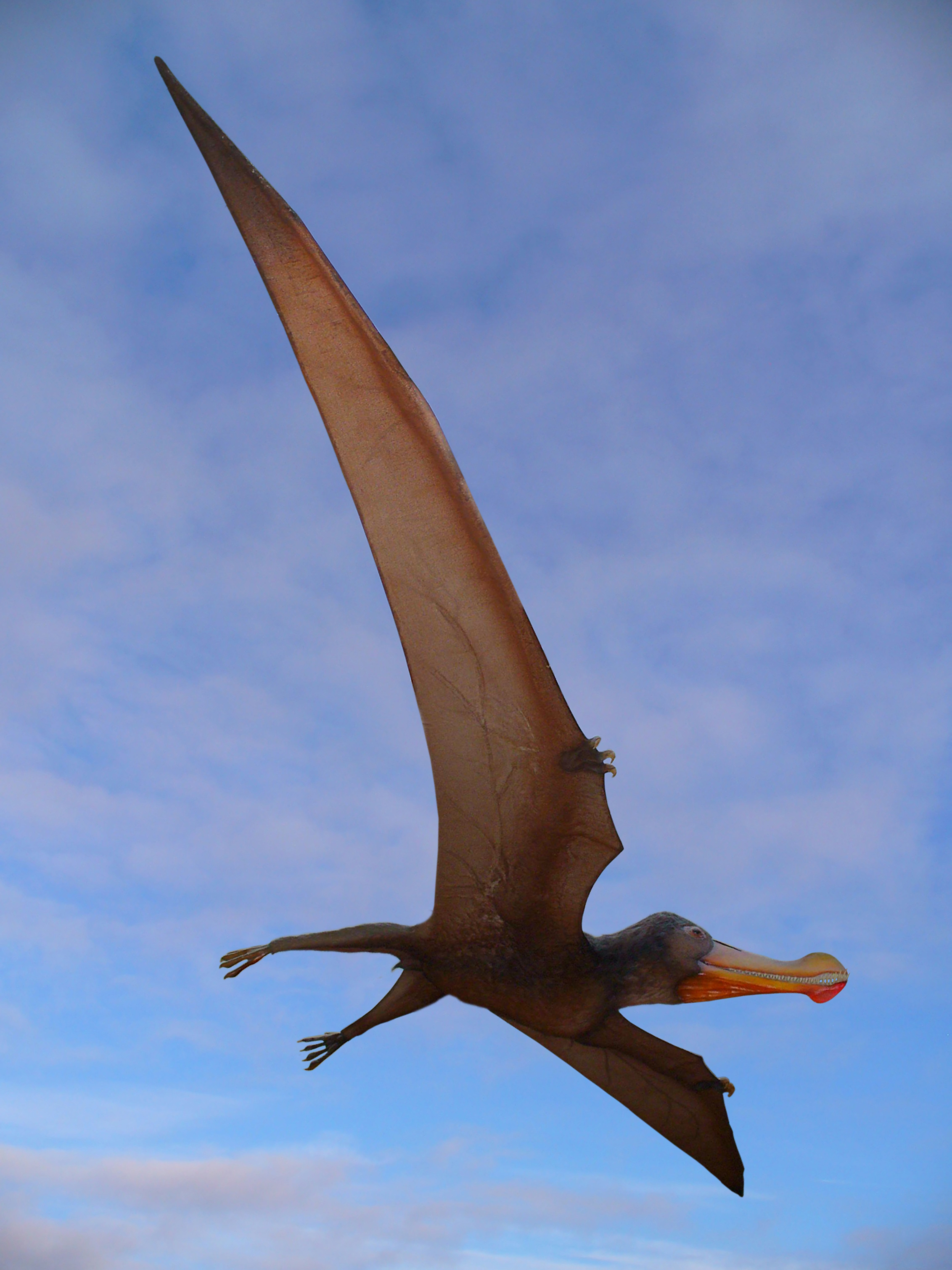
Ornithocheirus-Modell in Lebensgröße mit 6 Metern Spannweite

Zur Gattung Ornithocheirus gehörten mittelgroße bis große Flugsaurier mit langen, schlanken Schädeln. Die Flügelspannweite reicht von 2,5 bis geschätzten 8,5 Metern. 
Einige Arten hatten einen knochigen Kamm auf ihrer Schnauze. Die Kieferränder standen parallel, der Kieferquerschnitt war dreieckig. Ihre Bezahnung bestand aus gleichartigen, kurzen und kräftigen Zähnen, die von der Schnauzenspitze bis weit nach hinten reichten. Der Abstand der Zähne war größer als der Durchmesser der Zähne. Ihre Oberfläche war fein längs geriffelt, der Querschnitt war rund oder oval. In der Mitte des Gaumens befand sich ein Längskiel, der bei geschlossenem Maul in eine von zwei Wülsten begrenzte Rinne im Unterkiefer fasste. Ornithocheirus gehörte zu den größten Flugsauriern seiner Zeit.
Wahrscheinlich war Ornithocheirus ein über die Meere segelnder Fischfresser, der eine Lebensweise ähnlich der heutigen Albatrosse hatte.

## Rezeption
Die vierte Episode der Serie Dinosaurier – Im Reich der Giganten zeigt einen männlichen Ornithocheirus auf einem langen Flug um die Welt.